# Berlins stadsdelsområden

Berlins stadsdelsområden.

Berlins stadsdelsområden har egna heraldiska vapen. Den murkrona som används ovanpå vapnens sköldar är röd och belagd med Berlins vapen.

Berlins stadsdelsområden är Berlins administrativa indelning i 12 olika områden (Bezirke).
1990 var Västberlin indelat i tolv stadsdelsområden (Bezirke) och Östberlin indelat i elva stadsdelsområden (Stadtbezirke). Det återförenade Berlin fick med andra ord 23 Bezirke, vilket 2001 föranledde en reform i vilken man slog samman olika stadsdelsområden med varandra och på det sättet minskade antalet till tolv. 
Berlin är en stadsstat som består av flera stadsdelsområden (Bezirke eller Verwaltungsbezirke) som sedan 2001 är tolv till antalet. Varje stadsdelsområde, Bezirk, består i sin tur av flera olika stadsdelar (Ortsteile). Många av dessa var förr självständiga städer, byar eller församlingar. Den 1 oktober 1920 inkorporerades många områden kring staden till Stor-Berlin, en reform som avsevärt förstorade Berlins yta. Då skapades även 20 stadsdelsområden där varje område fick namn efter det största området som kom att ingå i det. 1990 hade dessa, genom delningar, blivit 23 till antalet. Varje stadsdelsområde har ett stadsdelsfullmäktige (Bezirksverordnetenversammlung). Området styrs av ett Bezirksamt med en stadsdelsstyrelse som består av en borgmästare (Bürgermeister eller Bezirksbürgermeister) och fyra stadsdelsråd. Berlin har därmed tolv sådana stadsdelsborgmästare, medan hela staden Berlins borgmästare kallas Berlins regerande borgmästare (Regierender Bürgermeister von Berlin).
Ett Bezirk är inte en självständig juridisk person utan har sin förvaltningsfunktion delegerad från primärkommunen och delstaten Berlin.
I allmänt språkbruk har namnen på Bezirke och Ortsteile kommit att bli något förvirrande då de ofta går ihop med varandra. Det finns namn som både är en stadsdel och har givit namn till ett helt stadsdelsområde, som alltså omfattar flera olika stadsdelar. Det finns till exempel ett stadsdelsområde som heter Pankow men också, i detta stadsdelsområde, stadsdelen Pankow. Stadsdelarna Zehlendorf och Steglitz bildar stadsdelsområdet Steglitz-Zehlendorf.

## Berlins stadsdelsområden
| Stadsdelsområde            | Invånare 30 november 2005 | Yta i km² |
| -------------------------- | ------------------------- | --------- |
| Charlottenburg-Wilmersdorf | 315 473                   | 64,72     |
| Friedrichshain-Kreuzberg   | 261 734                   | 20,16     |
| Lichtenberg                | 258 926                   | 52,29     |
| Marzahn-Hellersdorf        | 250 547                   | 61,74     |
| Mitte                      | 323 187                   | 39,47     |
| Neukölln                   | 305 940                   | 44,93     |
| Pankow                     | 354 053                   | 103,01    |
| Reinickendorf              | 244 430                   | 89,46     |
| Spandau                    | 225 097                   | 91,91     |
| Steglitz-Zehlendorf        | 288 862                   | 102,50    |
| Tempelhof-Schöneberg       | 333 330                   | 53,09     |
| Treptow-Köpenick           | 235 411                   | 168,42    |